# 機械人戰爭
《機械人戰爭》是一款多人清版射擊街機遊戲，由Stern Electronics負責開發和發行。

## 外部連結
- Killer List of Videogames上的《機械人戰爭》
- 《機械人戰爭》在Coinop.org 上的資料。（英文）

- The Dot Eaters Article featuring a history of Berzerk （页面存档备份，存于）
- Berzerk world record holders at Twin Galaxies （页面存档备份，存于）